# Madeline, a csínytevő csitri
A Madeline, a csínytevő csitri (eredeti címén Madeline) egész estés francia–amerikai film. A Madeline új kalandjai című animációs tévéfilmsorozat alapján készült.
Amerikában 1998. július 10-én mutatták be. Magyarországon 1999. március 11-én adták ki VHS-en.

## Ismertető
Madeline egy kislány aki tizenegy társával és Clavel kisasszonnyal együtt, Párizs egyik régi házában él. A tizenegy gyermek között Madeline a legkisebb, legfiatalabb és a legmozgékonyabb tanuló. Van rá egy alkalom arra is, hogy hogy beleesik a Szajnába is. Egy napon aztán a biztonságosnak érzett életüket veszély is fenyegeti. Ugyanis elhunyt egy váratlan pillanatban az iskola fenntartója. Az örökös pedig azt akarja, hogy eladhassa a házat. Madeline a barátjával együtt, aki Pepito vele közösen kieszel egy óriási jó tervet. Megpróbálják megfélemlíteni a vevőket arra, hogy az iskolát fenntartsák.

## Szereplők
| Szereplő | Színész            | Magyar hang     | Leírás |
| --- | ------------------ | --------------- | ------ |
| Madeline | Hatty Jones        | Mánya Zsófia    |        |
| Miss Clavel | Frances McDormand  | Kovács Nóra     |        |
| Lord Covington | Nigel Hawthorne    | Versényi László |        |
| Pepito | Kristian de la Osa | ?               |        |
| Leopold | Ben Daniels        | Bardóczy Attila |        |
| Lady Covington | Stéphane Audran    | ?               |        |
| Helene | Chantal Neuwirth   | Halász Aranka   |        |
| További magyar hangok: Bogdányi Titanilla, Molnár Ilona, Cs. Németh Lajos, Pálfai Péter, Seszták Szabolcs, Szokol Péter, Bessenynei Emma, Vennes Emmy, Illyés Mari. |                    |                 |        |